# Застражище
Застражище (хорв. Zastražišće) — населений пункт у Хорватії, у Сплітсько-Далматинській жупанії у складі громади Єлса.

## Населення
Населення за даними перепису 2011 року становило 177 осіб.
Динаміка чисельності населення поселення:

## Клімат
Середня річна температура становить 16,06 °C, середня максимальна – 28,09 °C, а середня мінімальна – 3,78 °C. Середня річна кількість опадів – 770 мм.
| Клімат поселення                              | Клімат поселення | Клімат поселення | Клімат поселення | Клімат поселення | Клімат поселення | Клімат поселення | Клімат поселення | Клімат поселення | Клімат поселення | Клімат поселення | Клімат поселення | Клімат поселення | Клімат поселення |
| Показник                                      | Січ.             | Лют.             | Бер.             | Квіт.            | Трав.            | Черв.            | Лип.             | Серп.            | Вер.             | Жовт.            | Лист.            | Груд.            |                  |
| Середній максимум, °C                         | 13,57            | 12,17            | 14,41            | 17,57            | 22,42            | 26,41            | 28,09            | 28,02            | 23,62            | 19,55            | 15,43            | 13,89            |                  |
| Середня температура, °C                       | 9,39             | 7,96             | 10,20            | 13,36            | 18,23            | 22,23            | 25,23            | 25,16            | 20,75            | 16,69            | 12,56            | 11,03            |                  |
| Середній мінімум, °C                          | 5,19             | 3,78             | 6,01             | 9,17             | 14,03            | 18,02            | 22,37            | 22,28            | 17,88            | 13,83            | 9,70             | 8,14             |                  |
| Норма опадів, мм                              | 78               | 65               | 69               | 61               | 50               | 40               | 26               | 44               | 63               | 86               | 100              | 88               |                  |
| Середньомісячна швидкість вітру, м/с          | 3.64             | 3.94             | 3.98             | 3.58             | 3.13             | 2.84             | 2.90             | 2.73             | 3.05             | 3.27             | 4.08             | 4.10             |                  |
| Середньомісячна сонячна радіація, кДж/м²·день | 5722             | 8471             | 12172            | 16665            | 20552            | 23389            | 25128            | 22082            | 16436            | 10739            | 6207             | 4847             |                  |
| --------------------------------------------- | ---------------- | ---------------- | ---------------- | ---------------- | ---------------- | ---------------- | ---------------- | ---------------- | ---------------- | ---------------- | ---------------- | ---------------- | ---------------- |
| Джерело:                                      |                  |                  |                  |                  |                  |                  |                  |                  |                  |                  |                  |                  |                  |